# Endlicheria lhotzkyi
Endlicheria lhotzkyi är en lagerväxtart som först beskrevs av Ness, och fick sitt nu gällande namn av Carl Christian Mez. Endlicheria lhotzkyi ingår i släktet Endlicheria och familjen lagerväxter. Inga underarter finns listade i Catalogue of Life.